# آنا بلومیتسوا

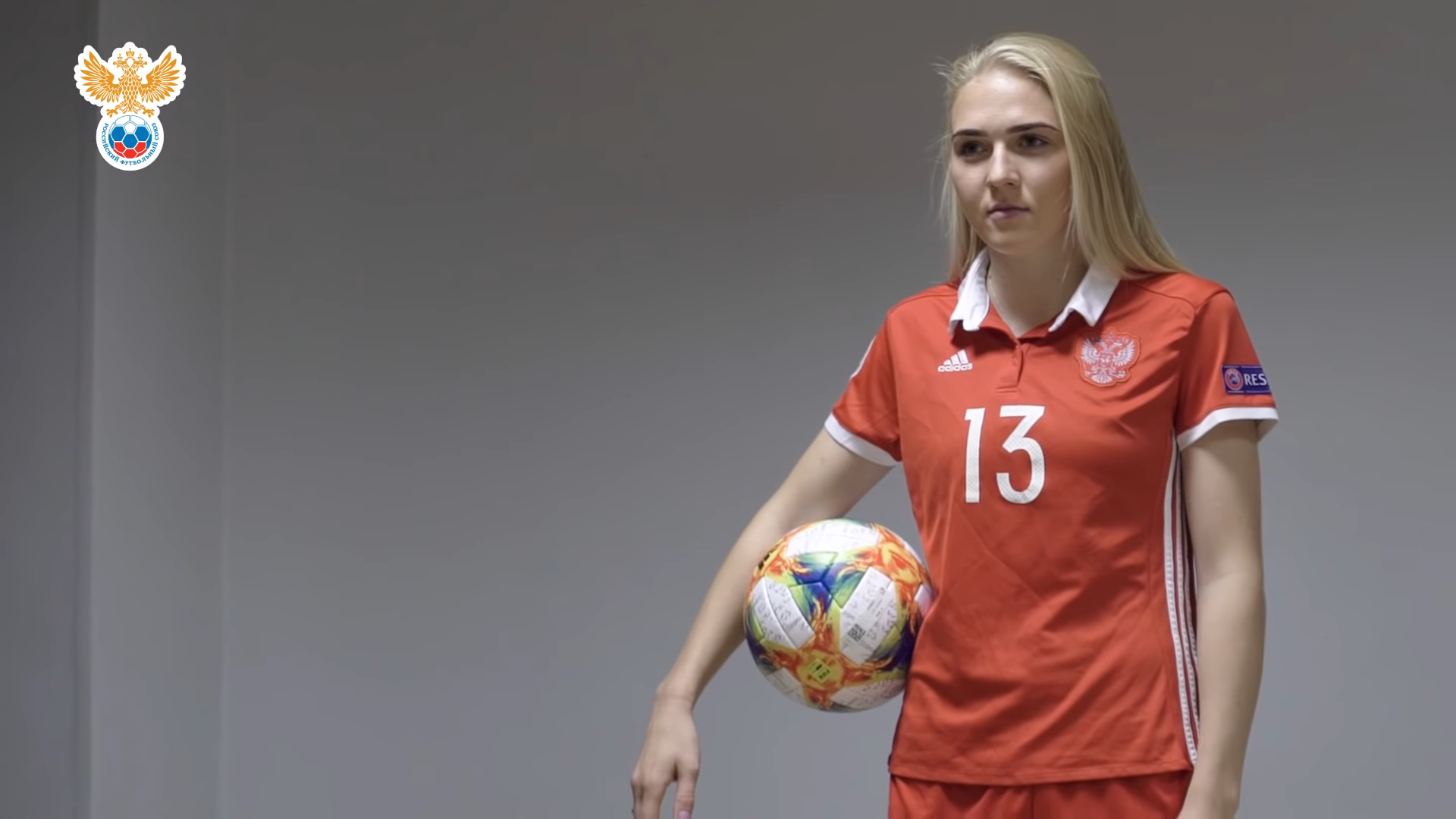
آنا بلومیتسوا در سال ۲۰۱۹

آنا بلومیتسوا (انگلیسی: Anna Belomyttseva؛ زادهٔ ۲۴ نوامبر ۱۹۹۶) بازیکن فوتبال اهل روسیه است.
وی همچنین در تیم‌های ملی فوتبال Russia women's national under-17 football team, Russia women's national under-19 football team، و زنان روسیه بازی کرده‌است.